# American Psycho (soundtrack)
American Psycho je soundtrackové album obsahující hudbu ze stejnojmenného filmu režisérky Mary Harronové.
Vydáno bylo dne 4. dubna 2000 společností Koch Records a jeho producentem byl Barry Cole. Nachází se zde písně například od Davida Bowieho či skupin The Cure a Tom Tom Club. Kromě písní obsahuje také monology hlavní postavy filmu, Christiana Balea. Autorem originální hudby k filmu je velšský hudebník John Cale, jeho hudba se však na tomto albu vyskytuje minimálně (je použita pouze jako doprovod Baleových monologů).
Na původním vydání alba se nacházela také píseň „Hip to Be Square“ od skupiny Huey Lewis & The News. Hudebník Huey Lewis však nesouhlasil s tím, aby jeho píseň byla součástí alba (ve filmu zůstala). Jeden den před vydáním tak bylo album staženo z obchodů. Vylisováno bylo přibližně sto tisíc kusů kompaktních disků, které musely být zničeny. Lewisovi vadilo přílišné násilí ve filmu. Nedlouho poté bylo vydáno znovu, tentokrát již bez této písně.
Na soundtracku chybí více písní, které byly ve filmu použity (například „Sussudio“ od Phila Collinse, „The Lady in Red“ od Chrise de Burgha a „In Too Deep“ od skupiny Genesis).

## Seznam skladeb
| Pořadí | Název                                        | Interpret             | Délka |
| ------ | -------------------------------------------- | --------------------- | ----- |
| 1.     | You Spin Me Round (Like a Record)            | Dope                  | 2:44  |
| 2.     | Monologue 1                                  | Christian Bale        | 0:39  |
| 3.     | Something in the Air (American Psycho Remix) | David Bowie           | 6:01  |
| 4.     | Watching Me Fall (Underdog Remix)            | The Cure              | 7:45  |
| 5.     | True Faith                                   | New Order             | 5:54  |
| 6.     | Monologue 2                                  | Christian Bale        | 0:31  |
| 7.     | Trouble                                      | Daniel Ash            | 4:16  |
| 8.     | Paid in Full (Coldcut Remix)                 | Eric B. & Rakim       | 7:10  |
| 9.     | Who Feelin' It (Philip's Psycho Mix)         | Tom Tom Club          | 4:54  |
| 10.    | Monologue 3                                  | Christian Bale        | 1:19  |
| 11.    | What's on Your Mind (Pure Energy Mix)        | Information Society   | 4:36  |
| 12.    | Pump Up the Volume                           | M/A/R/R/S             | 4:08  |
| 13.    | Paid in Full (Remix)                         | The Racket            | 3:07  |
| 14.    | Monologue 4                                  | Christian Bale        | 1:17  |
| 15.    | Hip to Be Square                             | Huey Lewis & The News | 4:00  |
| 16.    | Monologue 5 (neuvedeno)                      | Christian Bale        | 1:22  |